# STS-135
STS-135는 2011년 7월 8일에 발사된 애틀랜티스 우주왕복선의 국제 우주 정거장으로의 비행임무다. 이 비행은 애틀란티스호와 모든 우주왕복선들의 마지막 비행이 되었다.

## 임무 연대표
7월 8일 (비행 1 일 - 시작)
7월 9일 (비행 2 일 - TPS 조사)
7월 10일 (비행 3 일 - 도킹)
7월 11일 (비행 4 일 - MPLM 설치)
7월 12일 (비행 5 일 - 역 우주 유영)
7월 13일 (비행 6 일 - 화물 전송)
7월 14일 (비행 7 일 - 화물 전송 / 오프 의무)
7월 15일 (비행 8 일 - 화물 전송)
7월 16일 (비행 9 일 - 화물 전송)
7월 17일 (비행 10 일째 - 화물 전송 / 의무 해제)
7월 18일 (항공의 날 11 - MPLM 반환, 이별 / 해치 폐쇄)
7월 19일 (비행 제 12 일 - 도킹 해제)
7월 20일 (항공의 날 13 - PicoSat 배포 / 랜딩 준비)